# マリア・オテロ

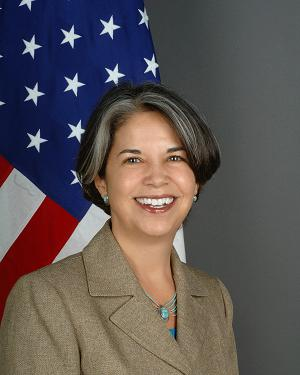
マリア・オテロ

マリア・オテロ（María Otero）は、アメリカ合衆国の実業家、外交官。

## 生涯
ボリビアのラパスにて誕生。12歳のときにアメリカに移住。メリーランド大学にて文学修士号を取得。ジョンズ・ホプキンス大学高等国際問題研究大学院にて国際関係論の修士号を取得。ダートマス大学にて人文学の名誉博士号を取得。1997年、高等国際問題研究大学院でマイクロファイナンスの非常勤教授に就任。
1979年から1984年まで開発人口活動センターにて勤務。1984年から1986年まで国際開発庁において、開発における女性の役割向上を目的としたラテンアメリカ担当のエコノミストとして勤務。
1986年、マイクロファイナンスを扱う非営利組織アクシオン・インターナショナルに参加。ホンジュラス担当融資部長を経て、1989年、新設されたワシントンD.C.事業所にて所長に就任。2000年から2009年まで会長兼最高経営責任者。中小企業や貧困者向けの融資について普及活動を行い、マイクロファイナンスを世界25ヶ国に展開した。会長兼最高経営責任者に就任した当初は融資可能対象46万人、総資産2億7400万ドルであった規模を、在任9年間で融資可能対象370万人、総資産36億ドルにまで拡大させた。継続維持が可能なマイクロファイナンスの普及について先導的役割を果たし、またマイクロファイナンスを通じて女性問題の解消や貧困の緩和を世界に向けて発信する活動も行った。
2006年から2009年まで国連顧問（包括金融部門担当）。2009年8月、国務次官（民主主義・地球規模問題担当）に就任。2013年まで在任し、民主化や人権、労働、環境、海洋、健康科学、人口、難民、移民、人身売買などの世界的問題に対してアメリカの外交政策を監督、調整する役割を担った（2012年に民間安全保障・民主主義・人権担当に役職名が変更）。彼女はまた、チベット問題特別調整官も務めた。

## 栄誉
2005年10月、雑誌ニューズウィークは「アメリカで最も影響力のある女性20人」としてオテロを挙げた。2007年、雑誌ヒスパニック・ビジネス・マガジンは「2007年の精鋭女性」としてオテロを挙げた。同じく2007年、ノートルダム大学はオテロに「ラテンアメリカ功労賞」を授与。2008年、エリス島名誉勲章を受章。